# Wethersfield (Nueva York)
Wethersfield es un pueblo ubicado en el condado de Wyoming en el estado estadounidense de Nueva York. En el año 2000 tenía una población de 891 habitantes y una densidad poblacional de 9.6 personas por km².

## Geografía
Wethersfield se encuentra ubicado en las coordenadas 42°39′6″N 78°14′8″O / 42.65167, -78.23556.

## Demografía
Según la Oficina del Censo en 2000 los ingresos medios por hogar en la localidad eran de $37,337, y los ingresos medios por familia eran $39,750. Los hombres tenían unos ingresos medios de $28,125 frente a los $25,625 para las mujeres. La renta per cápita para la localidad era de $15,291. Alrededor del 12.4% de la población estaban por debajo del umbral de pobreza.